# Dan Andersson-priset
Der Dan Andersson-priset (deutsch Dan-Andersson-Preis) ist ein schwedischer Literaturpreis. Er wurde nach dem schwedischen Schriftsteller und Lyriker Dan Andersson benannt.
Der Preis wird seit 1963 jährlich von der Dan Andersson-Gesellschaft verliehen und ist mit 20.000 Kronen (Stand 2007) dotiert. Laut Satzung der Gesellschaft kann er nicht nur an Dichter oder Schriftsteller vergeben werden, deren Arbeit eng mit Dan Anderssons Werk verbunden ist, sondern auch an Personen, die verdienstvoll dazu beigetragen haben, Dan Anderssons Leben und Werk zu vermitteln.

## Preisträger
| - 1963: Otto Blixt - 1964: Olle Svensson - 1966: Nils Parling - 1967: Emil Hagström - 1970: Edvard Robert Gummerus - 1974: Harald Forss - 1976: Nils Parling - 1978: Gunde Johansson - 1979: Anna Rydstedt - 1980: Helmer Grundström - 1981: Karl Rune Nordkvist - 1982: Gunnar Turesson - 1983: Bert Olls - 1984: Lars Huldén - 1985: Stig Sjödin - 1986: Ingela Strandberg - 1987: Elisabeth Rynell - 1988: Teddy Gummerus - 1989: Arne Upling - 1990: Thorstein Bergman - 1990: Holger Lewin - 1992: Bengt Emil Johnson - 1993: Barbro Gummerus - 1994: Hans O. Granlid - 1995: Gösta Ågren | - 1996: Henning E. Pedersen - 1997: Erik Yvell - 1998: Bengt Pohjanen - 1999: Eva Norberg - 2000: Arne Säll - 2001: Göran Greider - 2002: Maria-Pia Boëthius - 2003: Pär Sörman - 2004: Nisse Munck - 2005: Saxdalens Manskör - 2006: Pompeyo Lugo Méndez - 2007: Marcus Birro - 2008: Sofia Karlsson - 2009: Björn Jadling - 2010: Alf Hambe - 2011: Lars Järnemo - 2012: Nils Holmdahl und Heléne Littmarck Holmdahl - 2013: Linda Rattfelt - 2014: Jörgen Dicander - 2015: Björn Hedén und Marketta Franssila - 2016: Birgitta Ahråsa - 2017: Dan Viktor Andersson - 2018: Lotta Lotass - 2019: Erik Löfmarck - 2020: Mats Hansson - 2021: Nina Hedenius |